# Daniel Schütz
Daniel Schütz (Mooskirchen, 19 giugno 1991) è un ex calciatore austriaco, di ruolo centrocampista.

## Carriera

### Club
Ha giocato nella prima divisione austriaca.

### Nazionale
Ha giocato nelle nazionali giovanili austriache Under-17, Under-18 ed Under-21.
Nel 2011 ha partecipato ai Mondiali Under-20.